# János Dunai

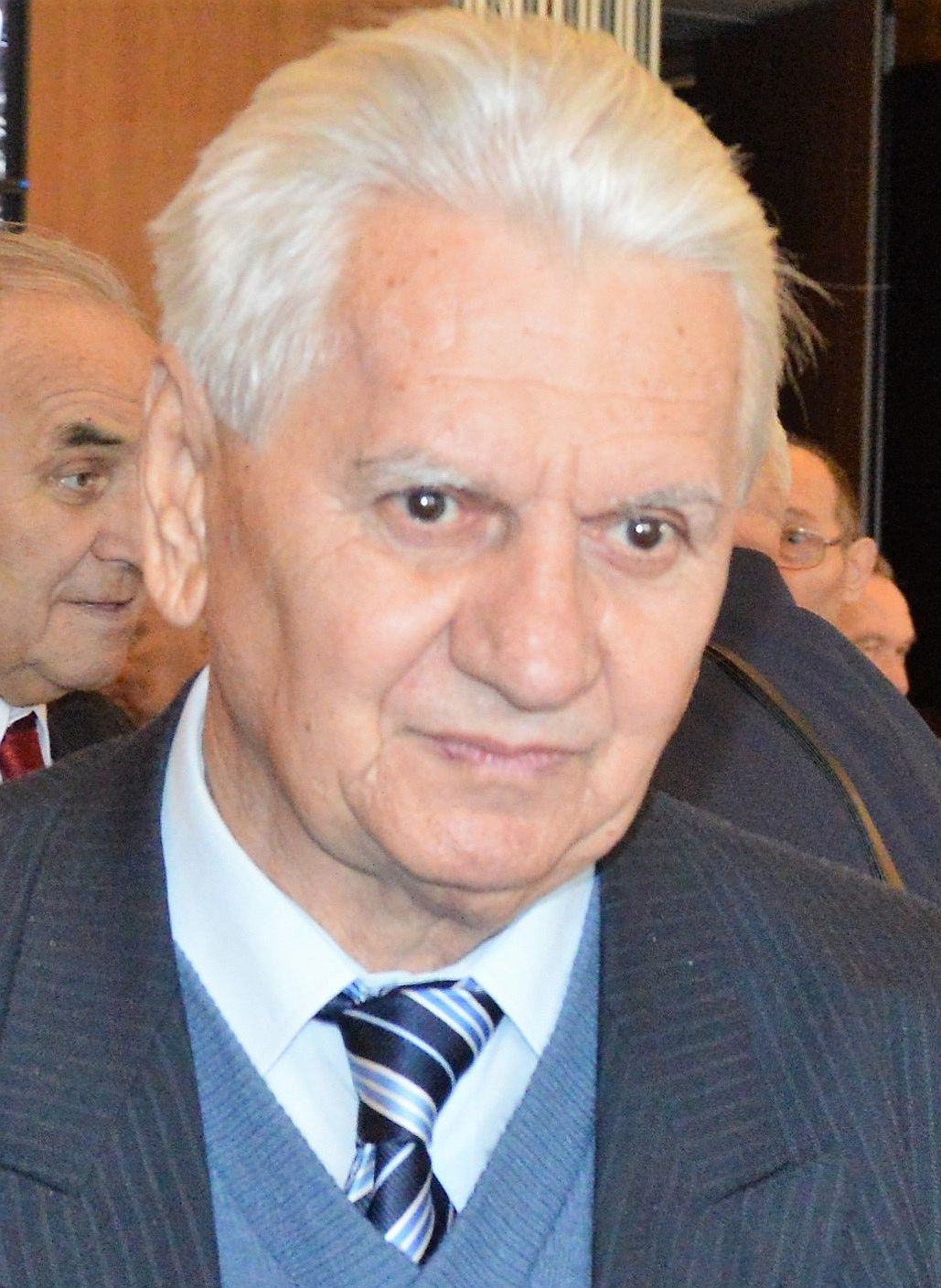
János Dunai

János Dunai, född 26 juni 1937 i Gara i Bács-Kiskun, död 13 februari 2025 i Pécs, var en ungersk fotbollsspelare.
Han blev olympisk bronsmedaljör i fotboll vid sommarspelen 1960 i Rom.